# جرد نیم‌روز
 جرد نیم (نام علمی: Meriones meridianus) نام یک گونه از زیرخانواده جربیل است.